# Justas Sinica
Justas Sinica (Visaginas, Lituania, 31 de mayo de 1985) es un exbaloncestista lituano. Con 2,03 de estatura, jugaba en la posición de escolta.

## Trayectoria
Se formó en el baloncesto de su país y ha sido internacional, disputó la Euroliga en las filas del Lietuvos Rytas en la temporada 2009-2010.
Es un alero con una dilatada experiencia y ha jugado en el Neptunas, Lietuvos Rytas y el Rudupis, participando en la Eurocup. 
En 2015, el escolta lituano llega al San Pablo Inmobiliaria para ser uno de los referentes.

## Clubes
- 2003-2004 Aukštaitija Panevėžys  Lituania
- 2004-2008 Sakalai Vilnius  Lituania
- 2008-2010 Lietuvos Rytas  Lituania
- 2010-2012 Rūdupis Prienai  Lituania
- 2012 Minsk-2006  Bielorrusia
- 2013 Pieno žvaigždės  Lituania
- 2013-2015 Neptūnas Klaipėda  Lituania
- 2015-2016 San Pablo Inmobiliaria Burgos  España
- 2016-2017 Caen Basket Calvados  Francia
- 2017 BC Nevėžis  Lituania
- 2017-2018 Vytautas Prienai  Lituania
- 2018 Bilbao Basket  España
- 2018-2019 Union Tarbes Lourdes PB  Francia
- 2019-2021 Basket Club d'Orchies  Francia
- 2022-2024 Vilniaus Stekas  Lituania